# Armistead Inge Selden junior

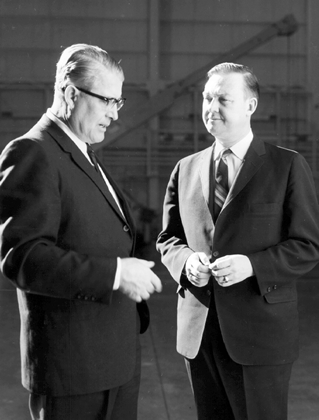
Armistead I. Selden (rechts) im Gespräch mit Wernher von Braun, 1968

Armistead Inge Selden, Jr.  (* 20. Februar 1921 in Greensboro, Alabama; † 14. November 1985 in Birmingham, Alabama) war ein US-amerikanischer Politiker. Er vertrat den Bundesstaat Alabama als Abgeordneter im US-Repräsentantenhaus.

## Werdegang
Armistead Selden besuchte die öffentliche Schule in Greensboro. Er graduierte 1938 an der Greensboro High School und 1942 an der University of the South in Sewanee, Tennessee. Selden diente ab August 1942 bis zum März 1946 in der United States Navy. Er war 31 Monate zu See, hauptsächlich im Nordatlantik, und verließ die Navy mit dem Dienstgrad eines Leutnants. Danach diente er als Kapitänleutnant (Lieutenant Commander) in den United States Naval Reserve. Er besuchte die University of Alabama School of Law und promovierte dort 1948. Seine Zulassung als Anwalt bekam er im selben Jahr und eröffnete eine Praxis in Greensboro.

## Politik
In den folgenden Jahren, von 1951 bis 1952, war er Abgeordneter im Repräsentantenhaus von Alabama. Selden wurde als Demokrat in den 83. Kongress gewählt sowie in die nächsten sieben nachfolgenden Kongresse wiedergewählt. Seine Amtszeit belief sich vom 3. Januar 1953 bis zum 3. Januar 1969. Selden entschloss sich nicht noch einmal als Kandidat bei der Wahl 1968 für das Repräsentantenhaus aufstellen zu lassen. Er versuchte für den US-Senat zu kandidieren, scheiterte jedoch. Danach kehrte Selden zur Arbeit in seiner Praxis zurück, die er bis Oktober 1970 ausübte.
Zwischen Oktober 1970 und Februar 1973 hatte Selden das Amt des Deputy Assistant Secretary of Defense (International Security Affairs) inne. Danach war er als Botschafter der Vereinigten Staaten in Neuseeland, Fidschi, Tonga und Westsamoa akkreditiert. Diese Tätigkeit übte er zwischen 1974 und 1979 aus. Ein Jahr später, 1980, versuchte Selden als republikanischer Kandidat für den Bundesstaat Alabama in den US-Senat gewählt zu werden, jedoch scheiterte er wieder. Darauf wurde er Präsident der American League for Exports and Security Assistance, wobei er diese Tätigkeit von 1980 bis zu seinem Tod 1985 ausübte.
Armistead Selden war Einwohner von Greensboro, Falls Church, Virginia und Birmingham. In der letzteren Stadt verstarb er am 14. November 1985. Er wurde auf dem City Cemetery in Greensboro beigesetzt.